# Cromosoma 18
El cromosoma 18 és un dels 23 parells de cromosomes de cariotip humà. La població posseïx normalment dues còpies d'aquests cromosoma. El cromosoma 18 està compost al voltant de 76 milions de parelles de bases, representa prop del 2,5% de la quantitat total de l'ADN.

## Gens

Imatge del cromosoma 18 humà.

El nombre estimat de genes que alberga el cromosoma 18 és d'entre 300 i 400. Alguns d'ells són:
- FECH: ferroquelatasa (protoporfirina)
- NPC1: malaltia de Niemann-Pick, tipo C1
- SMAD4: SMAD, mares contra el DPP homòlog 4 (Drosophila)

## Malalties i trastorns
Les següents malalties i trastorns són alguns dels relacionats amb el gen situats en el cromosoma 18:
- Porfíria eritropoiètica
- Malaltia de Rendu-Osler-Weber
- Malaltia de Niemann-Pick
- Porfíria
- Mutisme selectiu
- Síndrome de Edwards
- Tetrasomia 18p